# Netflix
Netflix, Inc. è una società statunitense operante nella distribuzione streaming via internet di film, serie televisive e altri contenuti d'intrattenimento a pagamento. È stata fondata da Reed Hastings e Marc Randolph il 29 agosto 1997 a Scotts Valley, in California. Nel 2014 Netflix ha ampliato la produzione cinematografica e televisiva e la distribuzione online. La sua sede centrale è a Los Gatos, in California. Tuttavia Netflix ha diverse altre sedi nel mondo situate in Brasile, India, Giappone, Corea del Sud, Spagna, Francia, Regno Unito, Paesi Bassi, Germania e Italia.
È nata come azienda di noleggio di DVD e videogiochi, sebbene Hastings abbia messo da parte le vendite circa un anno dopo. Gli utenti potevano prenotare i dischi via Internet e riceverli direttamente a casa tramite il servizio postale. Dal 2008 l'azienda ha attivato un servizio di streaming online on demand, accessibile tramite apposito abbonamento, che è divenuto presto il suo business principale.
Dal 2011 il servizio di noleggio di dischi è stato scorporato ed è offerto dalla sussidiaria Qwikster.
Netflix è entrata nel settore della produzione nel 2013, presentando la sua prima serie, House of Cards - Gli intrighi del potere. Da allora ha notevolmente ampliato la produzione di film e serie TV, offrendo contenuti "originali Netflix". Ha prodotto circa 126 contenuti tra serie e film nel 2016, più di qualsiasi altro network o canale via cavo. Diversi contenuti prodotti da Netflix hanno raggiunto un notevole successo con varie candidature e alcune vittorie agli Oscar. Nel 2020 Netflix è arrivata a circa 180 milioni di abbonati nel mondo; si è infatti verificata un'impennata di iscritti principalmente legata alla pandemia di COVID-19 esplosa proprio nel primo trimestre del 2020.
È membro dell'organizzazione di standardizzazione ECMA International (European Computer Manufacturers Association).

Icona del logo in uso dal 2015

## Storia
Netflix è stata fondata il 29 agosto 1997 a Scotts Valley, California, da Marc Randolph e Reed Hastings.
Randolph ha lavorato come direttore marketing per la società di Hastings, Pure Atria. Randolph è stato uno dei co-fondatori di MicroWarehouse, una società di vendita per corrispondenza di computer. Viene successivamente da Borland International come vicepresidente del marketing. Hastings, informatico e matematico, ha venduto Pure Atria a Rational Software Corporation nel 1997 per 700 milioni di dollari in quella che è stata l'acquisizione più grande nella storia della Silicon Valley.
I due hanno avuto l'idea di creare Netflix mentre facevano i pendolari tra le loro abitazioni a Santa Cruz e il quartier generale di Pure Atria a Sunnyvale, nell'attesa che gli enti regolatori governativi approvassero la fusione. Hastings fornì altre spiegazioni in merito a ciò.
Hastings investì $2,5 milioni per l'avvio di Netflix. Randolph, grande ammiratore della nascente società di e-commerce Amazon, volle trovare un'ampia categoria di articoli portatili da vendere su Internet utilizzando un modello simile. Hanno rifiutato i nastri VHS considerandoli troppo costosi da immagazzinare e troppo delicati da spedire. Quando hanno sentito parlare di DVD, disponibili solo in alcuni mercati a quel tempo, nel 1997, hanno testato il concetto di venderli o noleggiarli per posta, spedendo un compact disc (CD) alla casa di Hastings a Santa Cruz. Quando il disco è arrivato intatto, hanno deciso di intraprendere l'impresa di vendita e noleggio di video, impresa che nel 2022 aveva un valore stimato di 29,4 miliardi di dollari. Netflix è stata lanciata il 14 aprile 1998, con solo 30 dipendenti e 925 DVD disponibili con un modello di pagamento in base al canone, con tariffe e scadenze simili a quelle del suo rivale Blockbuster.
Dal 2010, con l'espansione dell'offerta in altri Paesi, in particolare nel Sudamerica e in Europa e l'avvio di produzioni originali, Netflix ha registrato un rapido incremento di popolarità, superando i 50 milioni di abbonati nel 2014, di cui più di 35 milioni negli Stati Uniti. Da gennaio 2016 ha reso accessibile il servizio di streaming in oltre 190 Paesi, raggiungendo nello stesso mese quota 74 milioni di clienti, di cui 44 milioni negli Stati Uniti.
Alla fine del 2016 Netflix si afferma come leader del settore on demand avendo 93,8 milioni di abbonati (con 19 milioni di nuove attivazioni nette contro le 17,4 milioni nel 2015), 8,3 miliardi di ricavi (+35% annuo) e con utili pari a 188 milioni (+54%).
Il 2020 è caratterizzato dalla nascita e dalla presenza di numerosi competitori. Perciò Netflix concentra le proprie risorse nella creazione di nuovi contenuti originali, riuscendo nel primo trimestre del 2020, anche grazie alla crisi causata dal COVID-19, a raggiungere 182 milioni di utenti complessivi.
Per la prima volta, nel 2022, Netflix subisce una perdita significativa di utenti, che fa crollare il titolo in borsa. Si stima che i 200.000 abbonati in meno siano dovuti alla decisione dell'azienda di sospendere il servizio in Russia, l'annuncio dell'imminente stop agli account sharing, ma anche dalla forte concorrenza delle altre piattaforme, come Amazon Prime Video e Disney plus .

## Espansione territoriale
Disponibile
     Non disponibile

Disponibilità dei servizi Netflix a marzo 2022.
Disponibile
Non disponibile

Netflix è accessibile da ogni Paese del mondo, eccetto Cina, Corea del Nord, Russia, Crimea e Siria. Dal 2010 Netflix è disponibile in Canada. Nel 2011 il servizio sbarca in Brasile e quindi nel resto dell'America Latina. Dal 2012 Netflix incomincia a espandersi in Europa, lanciando il servizio in Regno Unito, Irlanda, Finlandia, Norvegia e Svezia. Nel 2013 si espande ulteriormente in Austria, Belgio, Francia, Germania, Lussemburgo e Svizzera. Nel 2015 il servizio sbarca in Australia, Nuova Zelanda, Giappone, Italia, Portogallo e Spagna. Nel gennaio 2016 Netflix annuncia il lancio del servizio in tutto il mondo con l'eccezione della Cina, della Siria, della Corea del Nord e della Crimea.
A dicembre 2017, Netflix supporta ufficialmente 23 lingue per l'interfaccia utente e il servizio di assistenza ai clienti: arabo (Fuṣḥah), bulgaro, cinese (semplificato e tradizionale), coreano, danese, ebraico, finlandese, francese, greco, indonesiano, inglese, italiano, giapponese, norvegese (Bokmål), olandese, polacco, portoghese (brasiliano e iberico), rumeno, spagnolo (iberico e sudamericano), svedese, tedesco, thailandese e turco.
A seguito dell'invasione russa dell'Ucraina del 2022 Netflix ha sospeso le produzioni e i servizi di streaming in Russia a partire dal 7 marzo 2022, scatenando una forte reazione degli utenti russi che hanno lanciato una class-action contro la piattaforma chiedendo un risarcimento danni di circa 60 milioni di rubli.

## Impatto ambientale
Netflix rappresenta oltre un terzo del traffico Internet negli Stati Uniti. Ciò comporta un notevole consumo di energia e significative emissioni di gas a effetto serra. Si stima che la produzione di energia necessaria ai servizi video on demand come Netflix rilasci circa 100 milioni di tonnellate di anidride carbonica all'anno. Ciò corrisponde a circa lo 0,3% delle emissioni globali. L'uso di tali servizi quindi, secondo le stime, rilascerebbe all'incirca la stessa quantità di CO₂ del Belgio in un anno.
A differenza di altre principali piattaforme di streaming video, Netflix non fornisce rapporti regolari sull'uso di energia, sulle emissioni di gas a effetto serra o sull'effettivo mix energetico delle sue attività globali.
Il 30 marzo 2021 Netflix ha annunciato l'impegno di annullare le proprie emissioni entro la fine del 2022. Il 23 settembre 2021 Netflix ha rilasciato un comunicato riguardo alle azioni intraprese e ai progetti in corso per raggiungere l'obiettivo in tempo. L'azienda sta ponendo le basi per ridurre al minimo il loro impatto a lungo termine attraverso la riduzione e l'ottimizzazione del consumo di elettricità in tutti i loro uffici ed in tutte le produzioni, elettrificando tutte le apparecchiature che utilizzano combustibili liquidi (a partire dalla seconda stagione di Bridgerton hanno iniziato a sostituire i frequenti generatori elettrici diesel con generatori a idrogeno ad emissioni zero), inoltre, consapevoli che le produzioni richiedono un certo numero di spostamenti aerei, sono co-fondatori della Sustainability Aviation Buyers Alliance, un'alleanza volta ad espandere la disponibilità di carburante per aviazione sostenibile.

## Produzioni originali
Nel marzo del 2011, Netflix ha annunciato l'intenzione di produrre contenuti originali per il suo servizio "Watch Instantly", iniziando con la serie di fantapolitica House of Cards - Gli intrighi del potere, che ha esordito nel febbraio del 2013. La serie ha come interprete principale l'attore Kevin Spacey e i primi due episodi sono diretti dal regista David Fincher.
Tra le altre prime serie prodotte figurano Lilyhammer, una nuova stagione della già esistente Arrested Development - Ti presento i miei, Orange Is the New Black e Hemlock Grove.
Nel novembre 2013 è stato annunciato un accordo tra la Marvel Entertainment e Netflix per la trasmissione di quattro serie TV e una miniserie, per un totale di 60 episodi, basate su alcuni personaggi della Marvel e prodotte dalla Marvel Television: Daredevil, Jessica Jones, Pugno d'Acciaio e Luke Cage saranno i protagonisti delle quattro serie e si uniranno poi nella miniserie sui Difensori. Nell'aprile del 2016 è stata confermata un'altra serie in collaborazione con la Marvel, nata come spin-off di Daredevil, dedicata al personaggio di Frank Castle (noto come "Punisher" o "il punitore"). Il personaggio in questione però non comparirà nella miniserie dedicata ai difensori. L'interesse per produzioni originali basate su opere a fumetti si manifesta ulteriormente con l'acquisizione dell'etichetta Millarworld, fondata dall'autore scozzese Mark Millar nel 2003. L'annuncio viene dato ad agosto 2017. A differenza di quanto avvenuto con i personaggi Marvel (di proprietà della Walt Disney Company), Netflix diviene proprietaria dei fumetti già prodotti dal Millarworld ed è editore delle creazioni future di Millar e degli artisti con cui collabora, le serie a fumetti saranno però distribuite tramite il Direct Market dalla Image Comics.
Dall'accordo rimangono esclusi i franchise legati alle serie Kick-Ass e Kingsman in quanto già opzionati e di cui sono stati realizzati 4 film cinematografici. Millar è entusiasta dell'accordo e afferma che si tratta del terzo caso nella storia del fumetto in cui si realizza un'acquisizione media/publisher di questo livello; il primo è stato a fine anni sessanta quando la Warner Bros. comprò la DC Comics, l'altro quando la Walt Disney Company acquisì la Marvel Comics nel 2009. Netflix ha rilasciato un comunicato ufficiale che dichiara quanto segue:
La compagnia sottolinea inoltre che si tratta della prima acquisizione di questo tipo, un naturale procedimento verso la possibilità di lavorare direttamente con persone creative e di possedere i diritti di personaggi e universi narrativi da cui trarre storie interconnesse ed esclusive per gli abbonati. La prima miniserie a fumetti pubblicata dopo l'acquisizione del Millarworld è The Magic Order, scritta da Mark Millar e disegnata da Oliver Coipel. Viene pubblicata e distribuita dalla Image a partire dal 13 giugno 2018 per un totale di 6 albi.
Il passo successivo è stato annunciato nel marzo 2018 con l'acquisizione dei diritti di alcuni personaggi a fumetti dell'Extreme Studios di Rob Liefeld. Si tratta di un imprint dell'editore Image Comics e il cui primo numero, ovvero Youngblood n. 1 ha segnato la nascita della stessa Image ed è stato il fumetto indipendente più venduto fino a quel momento (era il 1993). Netflix possiede i diritti sui personaggi delle seguenti serie: Brigade, Bloodstrike, Cybrid, Re-Gex, Bloodwulf, Kaboom. I titoli saranno prevalentemente sviluppati come film, sotto la supervisione di Akiva Goldsman, già responsabile del franchise cinematografico dei Transformers e della creazione di un Hasbro Cinematic Universe. L'operazione suscita però delle perplessità in quanto i personaggi più celebri dell'Extreme Universe non rientrano nell'accordo. Rimangono infatti esclusi Youngblood (il superteam di riferimento), Glory, Prophet (tra i più acclamati dalla critica) e Supreme, quest'ultimo reso memorabile da un ciclo di storie di Alan Moore e vincitore di un Eisner Award. A questi si aggiunge Avengelyne una cui serie è in fase di sviluppo alla Paramount. Vi sono inoltre dei dubbi sulla capacità di Goldsman sull'approccio al genere supereroistico, è nata dal suo pugno la sceneggiatura del film Batman & Robin (del 1997), clamoroso flop bocciato da critica e pubblico.
Con l'espansione internazionale Netflix ha incominciato a produrre serie televisive anche al di fuori degli Stati Uniti, tra le prime Marseille, serie francese con Gérard Depardieu e Suburra - La serie, ispirato all'omonimo film del 2015, in Italia. Inoltre ha prodotto anche altri generi televisivi come talk show (Non c'è bisogno di presentazioni di David Letterman) e giochi (Ultimate Beastmaster e Terrace House).
Dal 2014 ha iniziato a finanziare anche la produzione di film, stringendo accordi con alcune case di produzione cinematografica indipendenti, distribuendoli in prima visione senza un passaggio nelle sale cinematografiche; tra i primi accordi spicca quello con la Happy Madison Productions di Adam Sandler per la produzione di quattro commedie con protagonista lo stesso attore statunitense.

## Riconoscimenti di Netflix
Nel 2006, Netflix ha indetto una gara con un premio di un milione di dollari per chi fosse stato in grado di migliorare almeno del 10% le performance dell'algoritmo di suggerimento dei film. Tale algoritmo suggerisce agli utenti i nuovi film da vedere in base al gradimento espresso per i contenuti già visti. Il 26 luglio 2009 è stata annunciata la chiusura dell'invio dei progetti per la partecipazione alla gara. Le proposte di due gruppi di lavoro hanno superato la soglia del 10% richiesta dal regolamento, e il 21 settembre i giudici di Netflix hanno assegnato il premio a uno dei due gruppi.